# Herslev Sogn (Lejre Kommune)
 For alternative betydninger, se Herslev Sogn. (Se også artikler, som begynder med Herslev Sogn)
Herslev Sogn er et sogn i Lejre Provsti (Roskilde Stift).
I 1800-tallet var Gevninge Sogn fra Voldborg Herred anneks til Herslev Sogn fra Sømme Herred. Begge herreder hørte til Roskilde Amt. Herslev-Gevninge sognekommune blev ved kommunalreformen i 1970 indlemmet i Lejre Kommune.
I Herslev Sogn ligger Herslev Kirke.
I sognet findes følgende autoriserede stednavne:
- Bognæs (areal, bebyggelse, ejerlav)
- Herslev (bebyggelse, ejerlav)
- Holmehuse (bebyggelse)
- Kattinge (bebyggelse, ejerlav)
- Sluphuse (bebyggelse)
- Trællerup (bebyggelse, ejerlav)